# SMS Erzherzog Ferdinand Max (1905)
O SMS Erzherzog Ferdinand Max foi um navio couraçado pré-dreadnought operado pela Marinha Austro-Húngara e a terceira e última embarcação da Classe Erzherzog Karl, depois do SMS Erzherzog Karl e SMS Erzherzog Friedrich. Sua construção começou em março de 1904 nos estaleiros da Stabilimento Tecnico Triestino em Trieste e foi lançado ao mar em maio de 1905, sendo comissionado na frota austro-húngara em dezembro de 1907. Era armado com quatro canhões de 240 milímetros montados em duas torres de artilharia duplas, possuía um deslocamento de mais de dez mil toneladas e conseguia alcançar uma velocidade máxima de pouco mais de vinte nós (38 quilômetros por hora).
O Erzherzog Ferdinand Max teve uma carreira limitada durante a Primeira Guerra Mundial. Junto com o resto da frota, proporcionou suporte para a fuga dos cruzadores alemães SMS Goeben e SMS Breslau para o Império Otomano em agosto de 1914, enquanto em maio de 1915 participou do Bombardeio de Ancona. Quando um motim estourou em fevereiro de 1918 em algumas tripulações em Cátaro, o Erzherzog Ferdinand Max e seus irmãos foram chamados para ajudar na supressão das insubordinações. A Áustria-Hungria foi derrotada e o couraçado, sob os termos do Tratado de Saint-Germain-en-Laye de setembro de 1919, foi cedido para a Reino Unido e desmontado em 1921.

## Características

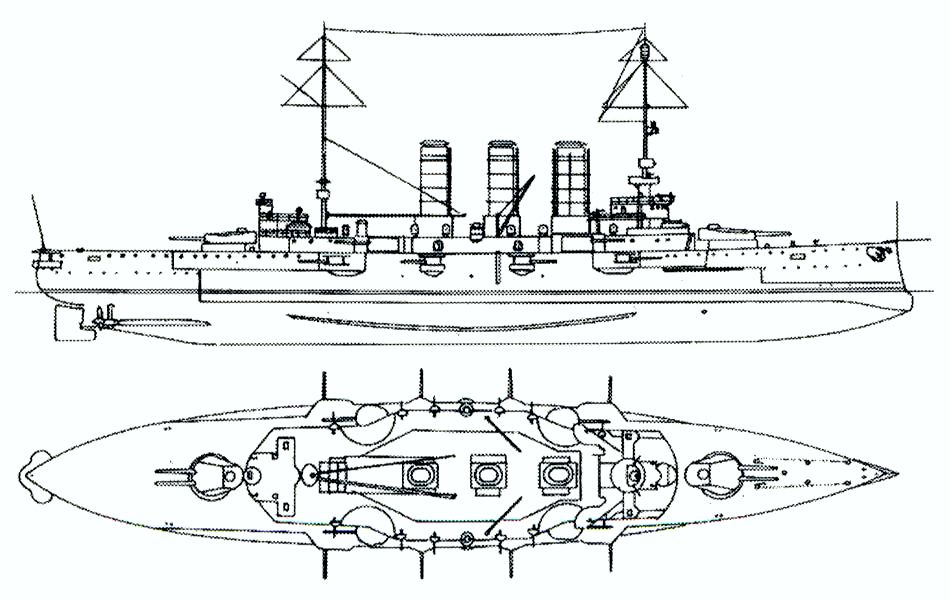
Desenho da Classe Erzherzog Karl

O Erzherzog Ferdinand Max tinha 126,2 metros de comprimento de fora a fora, uma boca de 21,8 metros, um calado que chegava em 7,5 metros e também possuía um deslocamento de 10 640 toneladas. Seu sistema de propulsão era composto por dois motores de tripla-expansão verticais de quatro cilindros que giravam duas hélices. Esse maquinário era capaz de produzir por volta de dezoito mil cavalos-vapor (13,2 mil quilowatts) de potência, o que permitia que o Erzherzog Ferdinand Max chegasse a uma velocidade máxima de 20,5 nós (38 quilômetros por hora).
A bateria principal do Erzherzog Ferdinand Max consistia em quatro canhões de 240 milímetros montados em duas torres de artilharia duplas, uma na proa e outra na popa. Essas armas eram réplicas dos canhões Krupp C/94 alemães que tinham sido instalados nos couraçados da Classe Habsburg. Seus armamentos secundários tinham doze canhões de 190 milímetros instalados em oito casamatas nas laterais da superestrutura e em duas torres à meia-nau, um de cada lado da embarcação. A bateria terciária era composta por doze canhões de 66 milímetros e dois tubos de torpedo de 450 milímetros. Quatro canhões antiaéreos de 37 milímetros foram comprados do Reino Unido em 1910 e instalados na embarcação, enquanto mais dois canhões antiaéreos de 66 milímetros foram incorporados durante reformas entre 1916 e 1917.

## História

### Tempos de paz
O Erzherzog Ferdinand Max foi o último couraçado  da Classe Erzherzog Karl e foi nomeado em homenagem ao imperador Maximiliano do México, antes conhecido como arquiduque Fernando Maximiliano. Sua construção começou no dia 9 de março de 1904 nos estaleiros da Stabilimento Tecnico Triestino em Trieste. Ele foi lançado ao mar pouco mais de um ano depois em 21 de maio de 1905, depois do qual passou pelo processo de equipagem e testes marítimos até ser comissionado na Marinha Austro-Húngara no dia 21 de dezembro de 1907. Durante os tempos de paz, ele realizou algumas viagens pelo Mediterrâneo Ocidental junto com seus dois irmãos, primeiro em 1908, parando em sua jornada pelos portos de Barcelona, Gibraltar, Tânger, Málaga e Corfu. Ele fez mais dois cruzeiros pelo Mediterrâneo, em 1909 e 1910.

### Primeira Guerra
O Erzherzog Ferdinand Max fazia parte da 3ª Divisão junto com seus irmãos quando a Primeira Guerra Mundial começou. Foi mobilizado, junto com o resto da Marinha Austro-Húngara, para apoiar a fuga dos cruzadores alemães SMS Goeben e SMS Breslau. Os dois estavam servindo no Mediterrâneo quando a guerra começou e estavam tentando deixar a cidade italiana de Messina e escapar para o Império Otomano, ao mesmo tempo fugindo de navios britânicos. A Marinha Austro-Húngara partiu de sua base naval em Pola assim que os alemães deixaram Messina e ela avançou até Brindisi, no sul da Itália, para cobrir os cruzadores, depois retornando em segurança para Pola.
A Itália declarou guerra contra a Áustria-Hungria em maio de 1915 e a Marinha Austro-Húngara realizou logo um grande bombardeio contra Ancona e regiões próximas. O Erzherzog Ferdinand Max e seus irmãos fizeram parte da força principal do ataque, junto com os couraçados das classes Habsburg e Tegetthoff. Os três membros da classe dispararam 24 projéteis anti-blindagem de seus canhões de 240 milímetros contra estações sinaleiras na cidade de Ancona, além de 74 projéteis de suas armas de 190 milímetros contra baterias terrestres italianas e outras instalações portuárias. Depois disso, todas as embarcações retornaram em segurança para a base naval em Pola.
Um grande motim estourou em 1º de fevereiro de 1918 entre tripulações de cruzadores estacionadas em Cátaro, incluindo a bordo do SMS Sankt Georg e SMS Kaiser Karl VI. Os três couraçados da Classe Erzherzog Karl chegaram no local três dias depois e ajudaram na supressão das insubordinações. A paz foi restaurada na base e pouco depois o Sankt Georg e o Kaiser Karl VI foram descomissionados da frota austro-húngara, com o Erzherzog Ferdinand Max e seus irmãos sendo designados para permanecerem em Cátaro.
O almirante Miklós Horthy, que foi nomeado Comandante da Marinha depois do motim em Cátaro, planejou um grande ataque contra a Barragem de Otranto, que estava marcada para ocorrer no dia 11 de junho. Seu plano tinha os couraçados da Classe Erzherzog Karl e aquelas da Classe Tegetthoff dando suporte para os cruzadores da Classe Novara. A ideia de Horthy era replicar em maior escala um ataque bem-sucedido que tinha realizado um ano antes. Entretanto, o couraçado SMS Szent István acabou afundando na manhã do dia 10 de junho depois de ter sido torpedeado por uma lancha italiana. Horthy achou que o elemento surpresa da ação tinha sido perdido e assim cancelou o ataque. Esta foi a última operação que o Erzherzog Ferdinand Max participou em sua carreira, tendo permanecido atracado em Pola pelo restante do conflito.
A Áustria-Hungria foi derrotada na guerra em novembro de 1918 e o Erzherzog Ferdinand Max foi inicialmente tomado pelo Reino dos Sérvios, Croatas e Eslovenos. Entretanto, pelos ternos do Tratado de Saint-Germain-en-Laye, a embarcação foi entregue para o Reino Unido como reparação de guerra. Ele foi desmontado em 1921.